# Hausen, Rhön
Hausen är en kommun och ort i Landkreis Rhön-Grabfeld i Regierungsbezirk Unterfranken i förbundslandet Bayern i Tyskland.
Kommunen ingår i kommunalförbundet Fladungen tillsammans med staden Fladungen och kommunen Nordheim vor der Rhön.